# Ramalina farinacea
Ramalina farinacea, auch als Mehlige Astflechte bezeichnet, ist eine in Mitteleuropa häufigere Strauchflechtenart, die Baumrinde besiedelt.

## Beschreibung
Ramalina farinacea ist eine Strauchflechte, die an einer Stelle mit der Unterlage verwachsen ist und bis zu 8 cm lange, gabelig verzweigte, abgeflachte, schmal bandförmige Abschnitte bildet. Diese meist hängenden Abschnitte sind 0,5 bis 3 mm breit, längsgrubig und graugrün bis grüngelblich gefärbt (sowohl Ober- wie auch Unterseite). Die Art bildet weißliche, elliptisch-ovale Sorale aus, die meist an den Lappenrändern stehen.

## Verbreitung
Die Art kommt in ganz Europa bis ins nördliche Fennoskandien vor und wächst sowohl auf Rinde von Laub- wie auch von Nadelbäumen. Optimal entwickelt sie sich besonders an nebel- und niederschlagsreicheren Standorten höherer Lagen. Selten ist sie auch auf Gestein zu finden.